# Tubular Bells II/20th Anniversary Tour
Die Tubular Bells II/20th Anniversary Tour war die siebte Konzerttournee des britischen Komponisten und Multiinstrumentalisten Mike Oldfield. Auf dieser Tournee stellte er sein Album Tubular Bells II (1992) vor und beging mit ihr zudem sein 20-jähriges Karrierejubiläum.

## Hintergrund
Ermutigt durch die erfolgreiche Premiere von Tubular Bells II vor der Kulisse des Edinburgh Castle im September 1992, kündigte Mike Oldfield für das darauffolgende Jahr seine erste größere Tournee seit dem Abschluss seiner Discovery Tour im Jahr 1984 an. Die Tournee zu Tubular Bells II, die gleichzeitig als 20th Anniversary Tour beworben wurde, startete am 1. März 1993 in New York City und endete am 8. Oktober des gleichen Jahres in Los Angeles. Das Eröffnungskonzert und das Abschlusskonzert dieser Tournee waren Oldfields erste Auftritte in Nordamerika seit 1982. Ansonsten beschränkten sich die Shows ausschließlich auf Europa.
Begleitet wurde Oldfield auf dieser Tournee von einer zwölfköpfigen Band. Einige der Musiker waren bereits bei der Live-Premiere von Tubular Bells II in Edinburgh dabei.
Nach Abschluss dieser Tournee trat eine weitere, mehrjährige Konzertpause ein, die Oldfield erst 1998 mit der Live-Premiere von Tubular Bells III beendete.

## Setlist

### Beispiel-Setlist
- Sentinel
- Dark Star
- Clear Light
- Blue Saloon
- Sunjammer
- Red Dawn
- The Bell
- Weightless
- The Great Plain
- Sunset Door
- Tattoo
- Altered State
- Maya Gold
- Moonshine
- The Bell (reprise)
- Excerpt from Tubular Bells, Part Two
- Excerpt from Orabidoo
- The Bell (reprise)
- The Sailor’s Hornpipe

## Tourdaten
| Nr.                        | Datum                      | Stadt                      | Land                       | Veranstaltungsort               |
| Leg 1 – Europa/Nordamerika | Leg 1 – Europa/Nordamerika | Leg 1 – Europa/Nordamerika | Leg 1 – Europa/Nordamerika | Leg 1 – Europa/Nordamerika      |
| -------------------------- | -------------------------- | -------------------------- | -------------------------- | ------------------------------- |
| 1                          | 1. März 1993               | New York City              | Vereinigte Staaten         | Carnegie Hall                   |
| 2                          | 22. März 1993              | München                    | Deutschland                | Olympiahalle                    |
| 3                          | 23. März 1993              | Stuttgart                  | Deutschland                | Schleyerhalle                   |
| 4                          | 25. März 1993              | Hamburg                    | Deutschland                | Alsterdorfer Sporthalle         |
| 5                          | 26. März 1993              | Dortmund                   | Deutschland                | Westfalenhalle                  |
| 6                          | 27. März 1993              | Kassel                     | Deutschland                | Eissporthalle                   |
| 7                          | 29. März 1993              | Brüssel                    | Belgien                    | Forest National                 |
| 8                          | 31. März 1993              | Paris                      | Frankreich                 | Le Zénith                       |
| 9                          | 1. April 1993              | Den Haag                   | Niederlande                | Statenhal                       |
| 10                         | 2. April 1993              | Frankfurt am Main          | Deutschland                | Festhalle                       |
| 11                         | 3. April 1993              | Zürich                     | Schweiz                    | Hallenstadion                   |
| 12                         | 5. April 1993              | London                     | England                    | Royal Albert Hall               |
| 13                         | 6. April 1993              | London                     | England                    | Royal Albert Hall               |
| 14                         | 7. April 1993              | London                     | England                    | Royal Albert Hall               |
| 15                         | 8. April 1993              | London                     | England                    | Royal Albert Hall               |
| Leg 2 – Europa/Nordamerika |                            |                            |                            |                                 |
| 16                         | 14. September 1993         | Toulouse                   | Frankreich                 | Palais des Sports               |
| 17                         | 15. September 1993         | Barcelona                  | Spanien                    | Plaça de Braus de la Monumental |
| 18                         | 17. September 1993         | Madrid                     | Spanien                    | Arena de Las Ventas             |
| 19                         | 18. September 1993         | Oviedo                     | Spanien                    | Plaza de Toros de Buena Vista   |
| 20                         | 19. September 1993         | Vigo                       | Spanien                    | Auditorio de Castrelos          |
| 21                         | 21. September 1993         | Málaga                     | Spanien                    | Plaza de Toros de La Malagueta  |
| 22                         | 22. September 1993         | Cascais                    | Portugal                   | Pavilhão Dramático              |
| 23                         | 23. September 1993         | Porto                      | Portugal                   | O Coliseu                       |
| 24                         | 24. September 1993         | Burgos                     | Spanien                    | Plaza de Toros                  |
| 25                         | 25. September 1993         | Bilbao                     | Spanien                    | Plaza de Toros de Vista Alegre  |
| 26                         | 8. Oktober 1993            | Los Angeles                | Vereinigte Staaten         | John Anson Ford Amphitheatre    |

## Band
- Mike Oldfield – Gitarre, Banjo, Keyboards, Röhrenglocken
- Robin Smith – Klavier, Dirigent
- Dave Hartley – Keyboards
- Mickey Simmonds – Keyboards
- Adrian Thomas – Keyboards
- Hugh Burns – Gitarre
- Alan Limbrick – Gitarre
- Jay Stapley – Gitarre
- Laurence Cottle – Gitarre
- Alasdair Malloy – Percussion
- Ian Thomas – Schlagzeug
- Sonia Jones – Gesang
- Carmen Daye – Gesang